# ارژبت چایبوک
اِرژِبِت چایبوک (مجاری: Csajbók Erzsébet؛ زادهٔ ۱۰ فوریهٔ ۱۹۵۳) بازیکن هندبال اهل مجارستان است.